# جورج هیوبنر
جورج جان هیوبنر (انگلیسی: George John Huebner؛ زادهٔ ۸ سپتامبر ۱۹۱۰ در دیترویت، میشیگان – درگذشتهٔ ۴ سپتامبر ۱۹۹۶ در ان آربر، میشیگان)، که با نام جورج جان هیوبنر جونیور و جورج جی. هیوبنر نیز شناخته می‌شد، مهندس اجرایی اهل ایالات متحده آمریکا بود که برای شرکت سهامی کرایسلر کار می‌کرد. او موتورهای توربینی مورد استفاده در خودروهای تحقیقاتی کرایسلر را طراحی کرد. او همچنین توسعه‌دهندهٔ نخستین موتور توربین گازی برای یک خودروی سواری بود.

## اوایل زندگی
هیوبنر در ۸ سپتامبر ۱۹۱۰ در دیترویت، میشیگان متولد شد. او فرزند جورج جان هیوبنر (سینیور) و روث رایجل هیوبنر بود. پدر او یک کارگزار بورس بود و مجلهٔ تجهیز و تولید را منتشر می‌کرد. پدربزرگش فروشندهٔ قطعات خودرو بود و در موارد زیادی قطعات و موادی را به هنری فورد فروخته‌بود. هیوبنر در مدرسه از سطح بالایی برخوردار بود و از چند مقطع تحصیلی بدون تحصیل جهش کرد. او در زمانی که شانزده ساله بود برای تحصیل به دانشگاه میشیگان پیوست. هیوبنر که قصد داشت قدم در راه پدرش گذاشته و به یک کارگزار بورس تبدیل شود، نخستین کلاس‌های خود در دانشگاه را در زمینهٔ اقتصاد انتخاب کرد. او بعداً به مهندسی مکانیک علاقه پیدا کرد و رشتهٔ تحصیلی خود را تغییر داد. هیوبنر در سال ۱۹۳۱ با مدرک کارشناسی در رشتهٔ مهندسی فارغ‌التحصیل شد.

## اواسط زندگی و دوران حرفه‌ای
هیوبنر در سال ۱۹۳۱، یک سال پیش از آنکه از دانشگاه فارغ‌التحصیل شود به‌صورت پاره‌وقت به شرکت سهامی کرایسلر پیوست. او در ابتدا یک مهندس پژوهش بود و در سال ۱۹۳۶ در سن ۲۶ سالگی به سمت دستیار مهندس ارشد دست یافت. او تا سال ۱۹۳۹ در این مقام باقی ماند و سپس جهت همکاری با کارل بریر، که از ۱۵ سال قبل یکی از مهندسین اصلی شرکت بود، به بخش مرکزی مهندسی رفت. یکی از اولین وظایف او در آن‌جا کار بر روی موتورهای توربینی هواپیما بود. در دههٔ ۱۹۴۰، او با همکاری گروهی از مهندسین یک موتور وی-۱۶ هواگرد جنگندهٔ مایع-خنک را طراحی کرد. در سال ۱۹۴۹ نیروی دریایی ایالات متحده قراردادی را برای طراحی یک موتور هواگردتوربوپراپ به قدرت ۱٬۰۰۰ اسب بخار با کرایسلر منعقد کرد که هیوبنر مهندس ارشد آن بود.

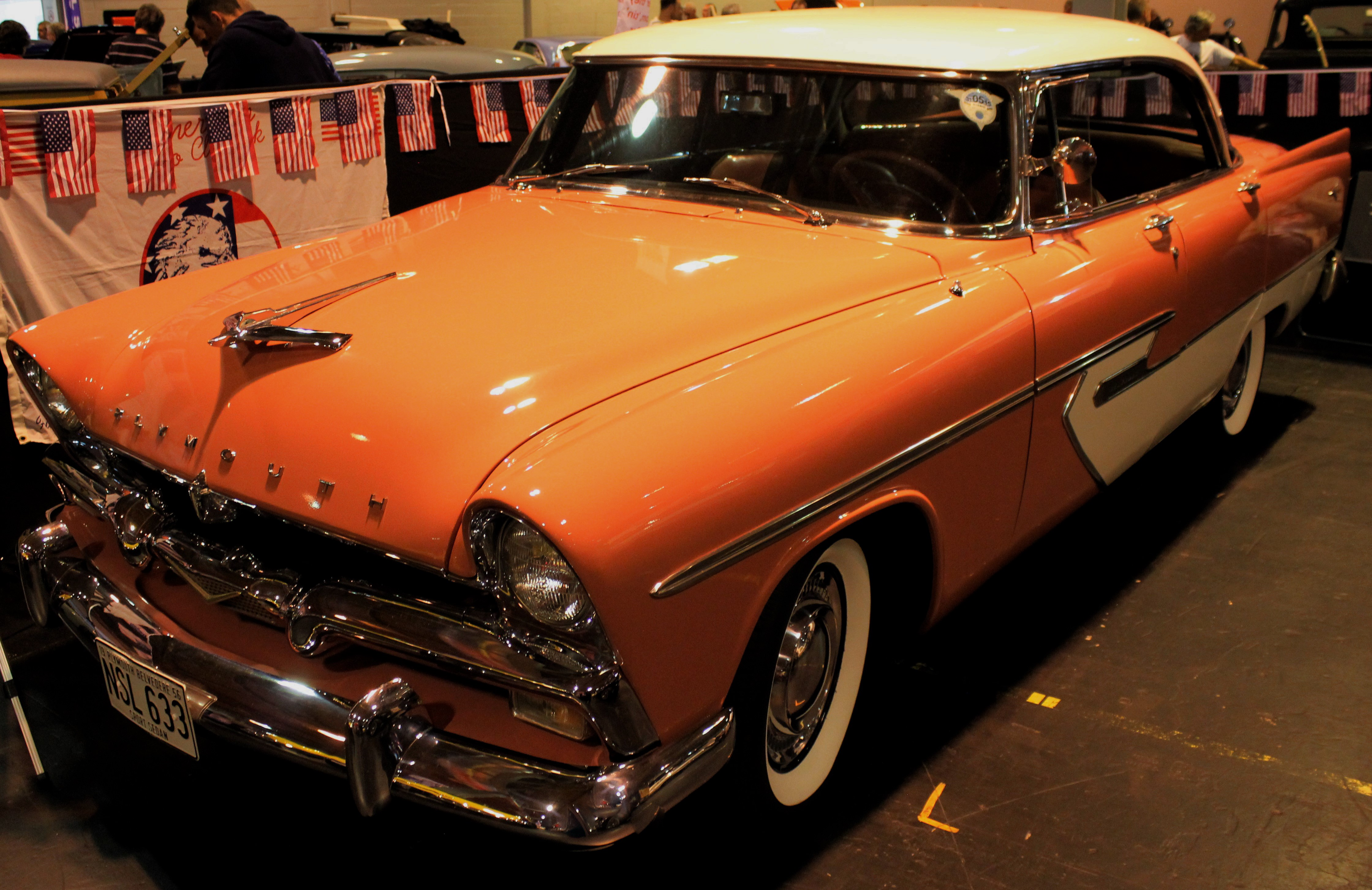
یک پلیموث بلویدیر ۱۹۵۶ نگهداری‌شده

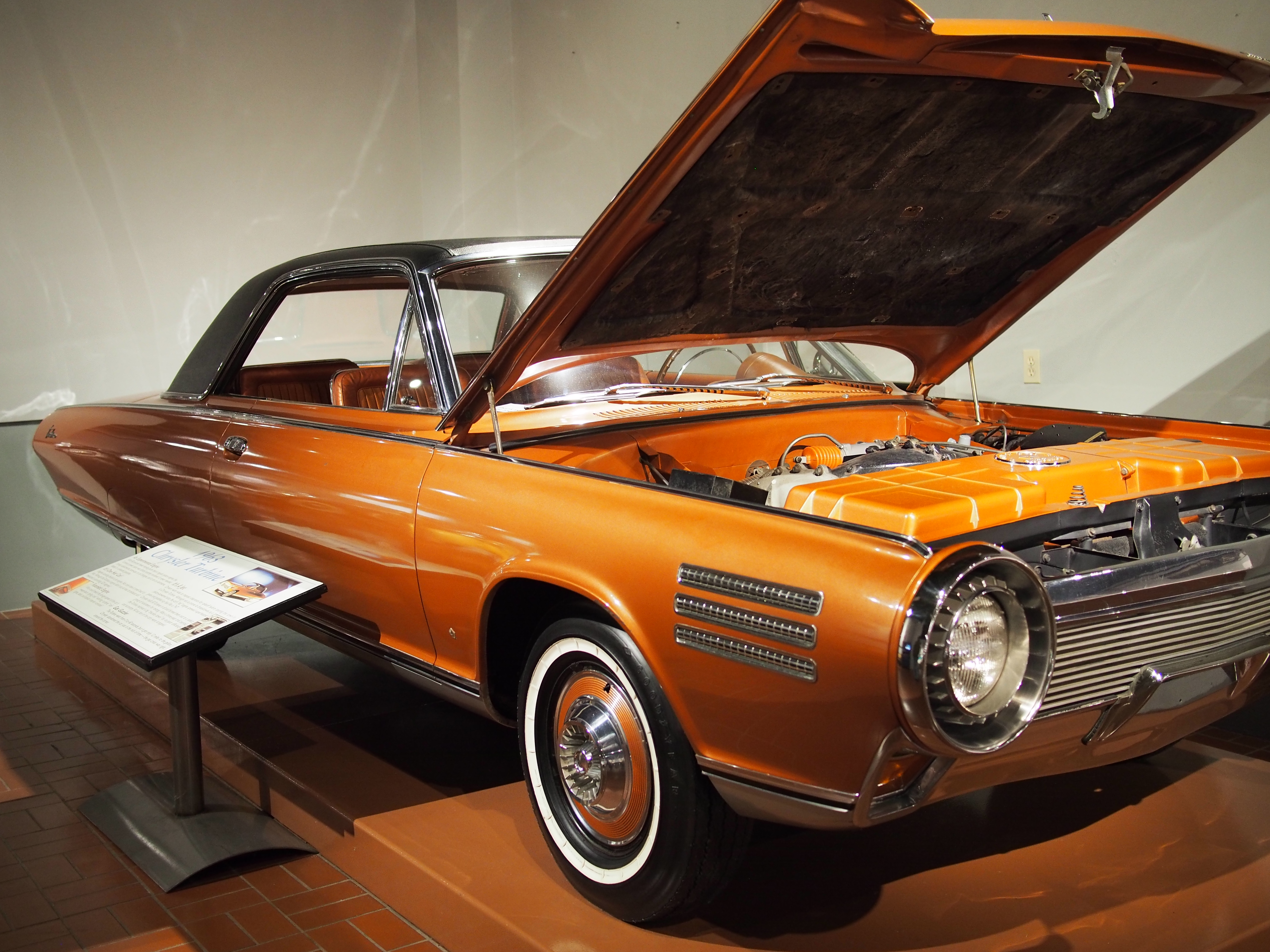
خودروی توربینی کرایسلر متعلق به سال ۱۹۶۳

هیوبنر به مهندس ارشد بخش پژوهش کرایسلر بدل شد و به توسعهٔ خودروهای تحقیقاتی مشغول شد. او در آنجا مسئول طراحی موتور توربین گازی بود و در سال ۱۹۵۵ به مقام مدیریت پژوهش دست یافت. او عهده‌دار طراحی نخستین موتور وی۸ با محفظه احتراق نیم‌کره‌ای برای خودروها بود. هیوبنر به‌عنوان یک مهندس پژوهش در شرکت کرایسلر در سال ۱۹۵۶ پروژهٔ نخستین سفر بین قاره‌ای با یک خودروی مجهز به توربین گازی را مدیریت کرد. اتومبیل مورد استفاده در این سفر به یکی از موتورهای توربین گازی طراحی‌شده توسط هیوبنر مجهز بود. برای این خودرو نام «کرایسلر توربین اسپشیال» برگزیده شد.
هیوبنر سوار بر یک خودروی مجهز به موتور توربینی، که در واقع یک پلیموث بلویدیر ۱۹۵۶ تغییریافته بود، در سرتاسر ایالات متحده آمریکا رانندگی کرد. او در روز دوشنبه ۲۶ مارس ۱۹۵۶ شهر نیویورک را به‌همراه تیم خدمهٔ رانندگی خود ترک کرد و با همراهی کاروانی از استیشن‌واگن‌های حامل تجهیزات، مسافت ۴٬۸۲۸ کیلومتر (۳٬۰۰۰ مایل) را در بزرگراه‌های کشور سفر کرد. هیوبنر به‌عنوان رانندهٔ خودروی پلیموث، چهار روز بعد در بعد از ظهر روز جمعه ۳۰ مارس به لس آنجلس رسید. او موتوری که در این خودرو برای انجام سفر مذکور استفاده شده‌بود را طراحی کرده و توسعه داده‌بود. نخستین سفر بین قاره‌ای توسط یک خودروی مجهز به تورین گازی با استفاده از سوخت بنزین سفید، روغن سوختی، و سوخت دیزل انجام گرفت. در برخی مواقع نیز بنزین سرب‌دار معمولی، مشابه آنچه در خودروهای مجهز به موتورهای پیستونی استفاده می‌شد، به‌عنوان سوخت مصرف شد. این خودرو در این سفر با سرعت ۶۴ تا ۷۲ کیلومتر بر ساعت (۴۰ تا ۴۵ مایل بر ساعت) و میانگین مصرف سوخت ۱۸ تا ۱۷ لیتر بر ۱۰۰ کیلومتر (۱۳ تا ۱۴ مایل بر گالون آمریکایی) رانده شد.
به باور هیوبنر، او ایده‌ای را مطرح کرده‌بود که بر مبنای آن خودروی توربین گازی باب روز خواهد شد و ۷۰ میلیون خودروی مجهز به موتورهای پیستونی که در آن زمان در حال تردد در جاده‌ها بودند، با این فناوری جایگزین خواهند شد. او ده سال بعد را نیز به توسعهٔ موتور توربینی خودرو پرداخت. در طول دوران فعالیت حرفه‌ای هیوبنر هیچ خودروی مجهز به توربین گازی برای عرضهٔ عمومی به تولید انبوه نرسید. این خودرو برای افراد عادی که قصد خرید خودرو داشتند بسیار گران‌قیمت بود. کرایسلر نسخه‌ای از موتور توربینی هیوبنر را بر روی تانک ارتشی آبرامز نصب کرده‌بود؛ این تانک برای ایالات متحده و کشورهای دیگر تانک رزمی اصلی محسوب می‌شد.
کرایسلر در سال ۱۹۶۳ با همراهی هیوبنر به‌عنوان مدیر پژوهش، ۵۰ دستگاه خودروی توربینی آزمایشی را تولید کرد. آزمون‌هایی که در طول دو سال انجام شد نتایج قاطعی را در برنداشت و چندین مشکل نیز در این خودروها کشف شد. بزرگ‌ترین مانع بر سر راه تولید انبوه این خودرو مصرف سوخت بالای آن بود که برابر با ۲۰٫۵ لیتر بر ۱۰۰ کیلومتر (۱۱٫۵ مایل بر گالون آمریکایی) بود. هیوبنر مدیریت پروژهٔ شش نسل از خودروهای توربینی آزمایشی را بر عهده داشت و دارای چهل اختراع ثبت شدهٔ مختلف در ارتباط با موتورهای توربینی بود. او که نویسندهٔ ۱۷ مقالهٔ مهندسی بود، در سال ۱۹۶۰ به ریاست انجمن مهندسی کرایسلر منصوب شد. او در سال ۱۹۶۲ بخاطر رهبری‌اش در توسعهٔ فناوری موتورهای توربینی جهت استفادهٔ محتمل از آن‌ها در خودروهای سواری توربینی با تولید انبوه، از سوی انجمن مهندسان مکانیک آمریکا مورد تقدیر قرار گرفت.

## موتورهای راکت

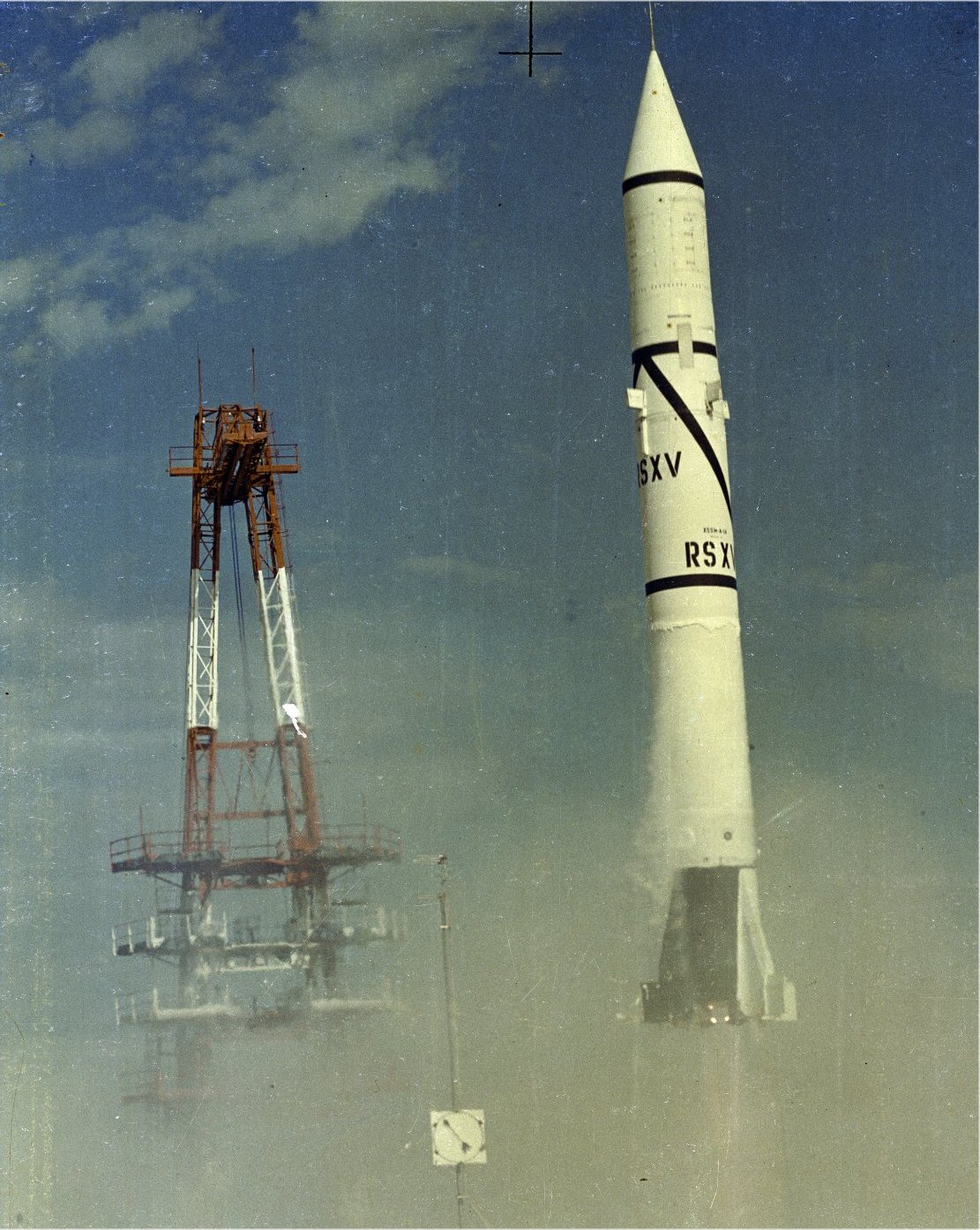
راکت ردستون

کرایسلر در سال ۱۹۵۳ برندهٔ قراردادی از سوی لشکر تسلیحاتی ارتش ایالات متحده جهت تولید موشک بالیستیک بین قاره‌ای شد. هیوبنر نیز به سمت مهندس اجرایی مسئول بخش موشکی کرایسلر منصوب شد. او در آن زمان به‌عنوان مهندس اجرایی پژوهش در بخش خودروی شرکت کرایسلر مشغول به کار بود. او یک مجتمع کامل تحقیق و توسعهٔ موشک را برپا کرد که دربرگیرندهٔ مراحل مهندسی، آزمایش و تولید راکت ردستون بود. این موشک‌ها در نهایت وظیفهٔ به مدار رساندن نخستین ماهواره‌های ایالات متحده و به پرواز درآوردن نخستین پروازهای فضایی سرنشین‌دار را عهده‌دار شدند. هیوبنر در برنامهٔ فضای آمریکا با ورنر فون براون همکاری نزدیکی داشت. او برای مدت دو سال بر روی این پروژهٔ موشکی کار کرد و سپس به بخش پژوهش خودرو بازگشت. هیوبنر در مقاله‌ای که در سال ۱۹۵۹ در مجلهٔ بویز لایف با عنوان «تمرین برای فضا» در سه صفحهٔ مختلف از این مجله برای نقل داستان کامل خود به چاپ رساند، فعالیت خود در زمینهٔ راکت‌ها را توصیف کرد.

## اواخر زندگی، میراث و مرگ
هیوبنر در سال ۱۹۷۵ در سن ۶۵ سالگی از شرکت کرایسلر بازنشست شد. او نخستین موتور توربین گازی کاربردی برای خودروهای سواری را توسعه داد و تا پیش از مرگش به پیشرفت دادن این فناوری ادامه داد. هیوبنر به‌عنوان پدر موتورهای توربین گازی برای خودروها شناخته می‌شد. او همچنین به عنوان پدر برنامهٔ توربین شرکت کرایسلر نیز شناخته می‌شد. هیوبنر در ۴ سپتامبر ۱۹۹۶ بر اثر ابتلا به اِدِم ریه در ان آربر، میشیگان درگذشت.

## خانواده
هیوبنر از ازدواج اول خود یک فرزند پسر و یک فرزند دختر داشت و بعداً با زنی به نام ترودی که دو فرزند پسر داشت، ازدواج کرد.